# Harvard University Library

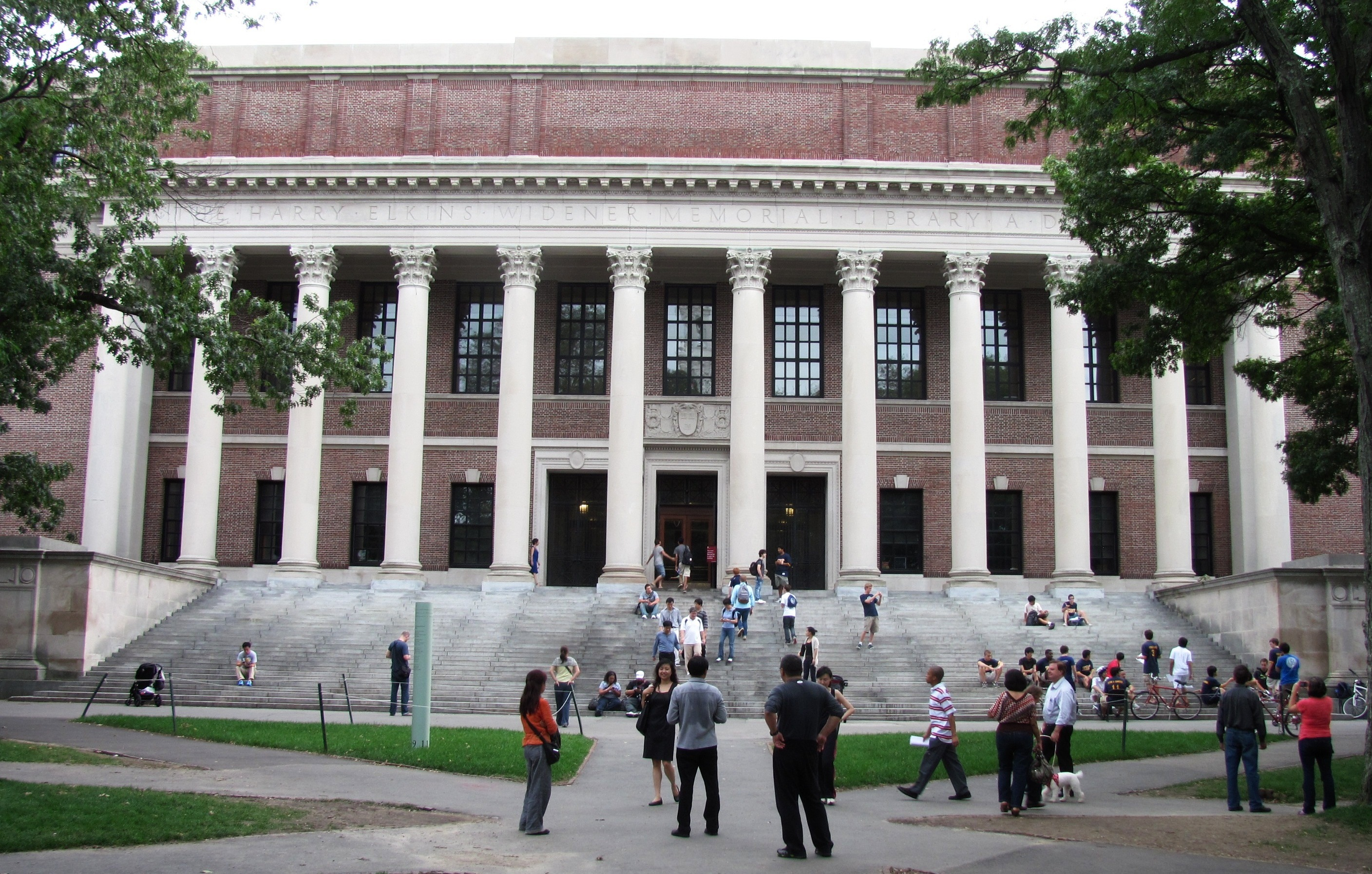
Haupteingang zur Widener Library der Harvard University in Cambridge, Mass.

Die Harvard University Library (HUL), kurz auch Harvard Library, ist das Bibliothekssystem der Harvard University in Cambridge (Massachusetts). Sie wurde 1638 von John Harvard gegründet und ist das älteste wissenschaftliche Bibliothekssystem der Vereinigten Staaten. Die HUL umfasst heute 79 verschiedene Bibliotheken mit einem Gesamtbestand von 20,4 Millionen (Stand 2019), womit sie zu den größten Bibliotheken der Erde gehört.

## Geschichte
Den Grundstock der Bibliothek des Harvard College bildeten 400 Bücher aus dem Besitz des Theologen John Harvard, wuchs aber schon im nächsten Jahrhundert zur damals größten Bibliothek in Amerika, bevor sie 1764 durch ein Feuer fast sämtliche Sammlungen verlor. Das Harvard College erhielt daraufhin zahlreiche Buch- und Geldspenden zum Wiederaufbau, wobei die des Thomas Hollis (1720–1774), der tausende ausgewählte Werke von England schicken ließ, besonders hervorzuheben sind. Erster offizieller Bibliothekar war von 1667 bis 1672 Solomon Stoddard.
Heute ist sie das größte Universitätsbibliotheksystem der Welt, außerdem die drittgrößte Bibliothek in den Vereinigten Staaten nach der Library of Congress und dem Bibliotheksverbund der Boston Public Library.

## Organisationsstruktur
Die gesamte Bibliotheksverwaltung untersteht dem Office of the Librarian of Harvard College. Am 20. Dezember 2010 wurde Helen Shenton (* 1958), zuvor an der British Library tätig, zur Leitenden Direktorin der Harvard Library ernannt. Aufsichtsgremium innerhalb der Universitätsverwaltung ist das Library Board.
Die Bibliotheksgesamtausgaben betrugen im Jahr 2012: 237,082 Millionen US$.

## Bibliotheken der Harvard University
Die Bibliotheksgebäude sind:
- Cabot Science Library, 1973 benannt nach Godfrey Lowell Cabot[7]
- Fine Arts Library[8]
- H. C. Fung Library[9]
- Houghton Library, benannt nach Arthur A. Houghton, Jr. und 1942 insbesondere für wertvolle Buchbestände und zur Entlastung der Widener Library eröffnet[10]
- Lamont Library, benannt nach Thomas William Lamont (1870–1948) und 1949 insbesondere zur Grundversorgung der Erstsemester eröffnet[11]
- Loeb Music Library[12]
- Tozzer Library, 1974 nach Alfred Tozzer  (1877–1954) benannt, zuvor die Peabody Museum Library[13]
- Weissman Preservation Center Library, Zentrum für Bestandserhaltung[14]
- Widener Library[15]

Die Widener Library ist das eigentliche Bibliothekshauptgebäude und wurde am 24. Juni 1915 zum Gedenken an Harry Widener eröffnet.

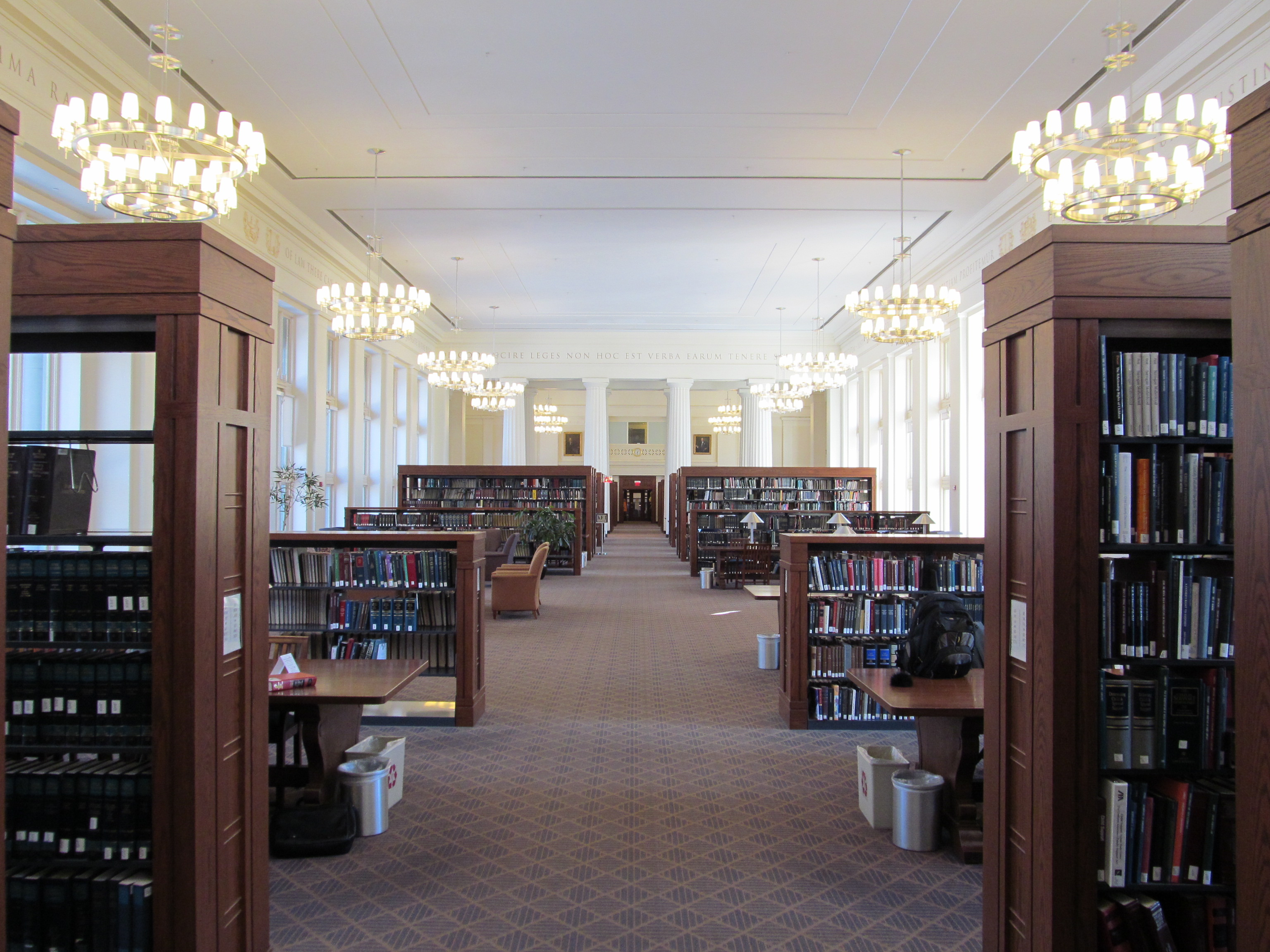
Lesesaal (Reading room) der Harvard Law School Library

Neben diesen eigenständigen Bibliotheksbauten sind die übrigen Spezial- und Fachbibliotheken in sonstigen Gebäuden des Universitätsbetriebes auf dem weitläufigen Campus untergebracht.

## Bestandserschließung
Online steht heute der OPAC HOLLIS zur Verfügung. Das Akronym HOLLIS (Harvard On Line Library Information System) ist gleichzeitig der Name der Mäzenatenfamilie Hollis, deren Stiftungsvermögen die Bibliothek seit dem frühen 18. Jahrhundert finanziell unterstützt.

## Veröffentlichungen
- Harvard Library bulletin. ISSN 0017-8136
- Annual report. ISSN 0161-3944 (online ab 2002) (Titel variiert)
- Harvard University Library Notes. (online ab 1999)